# منظمة كونراد
كونراد (هي اختصارلبحث وتطوير تحديد النسل) تُعد منظمة بحثية علمية غير ربحية، تعمل على تحسين الصحة الإنجابية للمرأة، وخاصة في البلدان النامية. تأسست كونراد في عام 1986 بموجب اتفاق تعاون بين مدرسة الطب في فيرجينيا الشرقية والوكالة الأمريكية للتنمية الدولية. 
تُطوّرمنتجات كونراد بشكل أساسي للنساء في البيئات منخفضة الموارد، حيث إنها مصممة لتكون آمنة، وميسورة التكلفة، وسهلة الاستخدام. يترأس المدير العلمي والتنفيذي د/ غوستافو دونسيل منظمة كونراد. يأتي التمويل الأساسي لـكونراد من خطة الرئيس الأمريكي الطارئة للإغاثة من الإيدز (PEPFAR) من خلال الوكالة الأمريكية للتنمية الدولية، بالإضافة إلى تمويل من مؤسسة بيل وميليندا غيتس وكذلك معاهد الصحة الوطنية.